# Te amo (made in Chile)
Te amo (made in Chile) es una película de Chile dirigida y escrita por Sergio Castilla con las actuaciones de Adrián Castilla, Daniela Ropert, Joshua Walker, Emiliana Araya y Tamara Acosta.

## Trama
Cuatro amigos adolescentes, Samuel, Daniela, Mike y Isabel, se mudan a una casa abandonada en los arrabales de Santiago con el objetivo de tener un lugar propio donde pasar el rato y filmar películas caseras. Cada uno oculta un problema de vida personal. Samuel, el protagonista de la película, echa de menos a sus padres divorciados y ausentes. Su niñera de toda la vida, Ema, abusa sexualmente de Samuel y le amenaza con decir a su madre sobre su consumo de drogas. El abuelo de Isabel desapareció durante la dictadura militar de Augusto Pinochet. Después de la muerte de sus padres la hermana mayor de Daniela debe asumir ser la cabeza de familia. A los padres ricos de Mike no les importa nada de su hijo. 

## Elenco
- Adrián Castilla - Samuel
- Daniela Ropert - Daniela
- Joshua Walker - Mike
- Emiliana Araya - Isabel
- Tamara Acosta - Ema
- Francisca Folch - Fernanda
- Cristián Campos - Padre de Isabel
- Maricarmen Arrigorriaga - Madre de Isabel
- Loreto Valenzuela - Madre de Samuel
- Nury Carmona - María
- Teresita Reyes - Juana

## Premios
- 2001 - Los Premios MTV Latinoamérica - Nominada al Favorite Film (Película de la Gente)
- 2001 - Premio OCIC
- 2001 - Premio Santa Cruz del II Festival - Iberoamericano de Cine de Santa Cruz, Bolivia
- 2001 - Selección del Festival de Cine de Sundance
- 2002 - Premio APES a la Mejor Actriz - Tamara Acosta